# Rocca di Morro
La Rocca di Morro era una fortezza a pianta ottagonale situata su una collina a cavallo tra il bacino del Tronto e quello del Vibrata. Ora rimangono solo i ruderi coperti da un cappello boschivo. Anni e anni di battaglie, agenti atmosferici e furti di travertino hanno lasciato solo una parte di questo castello militare ormai invaso dalla vegetazione.
La rocca era di notevole importanza per la città di Ascoli, perché fungeva da vedetta sul confine tra il regno di Napoli e lo stato pontificio.

## Storia
La nascita di Rocca di Morro si fa risalire ad epoca romana con il nome di "Castrum Murciae". Nel 1557, durante la Guerra del sale, il duca Francesco I di Guisa dopo aver diroccato Ancarano, ordinò di minare la rocca, che fu poi distrutta dagli spagnoli. Fu ricostruita da Ascoli nel 1561.